# Roberto Rojas
Roberto Antonio Rojas Saavedra, född 8 augusti 1957, är en chilensk före detta professionell fotbollsmålvakt känd som "Cóndor" Rojas för sin skicklighet att "flyga" från ena stolpen till den andra.

## VM-kvalet 1990
Rojas är kanske mest känd för att han under kvalet till VM 1990 låtsades bli träffad av en raket från publiken, för att få spela om matchen som de då höll på att förlora. Chile låg under med 0–1 mot Brasilien och skulle inte kvala in till VM om de förlorade matchen. I 69:e minuten av matchen kastade han sig mot gräset och skar sig själv i huvudet med ett rakblad vilket gjorde att han började blöda och bars ut på bår. Matchen avbröts, men filmningen uppdagades efter att man tittat på kamerainspelningar av vad som hade skett.
Brasilien gavs segern med 2–0 och Rojas blev avstängd från Fifa på livstid. Chilenska landslaget blev även bannlyst från VM 1994. Kvinnan i publiken som kastade raketen blev dock efter händelsen rikskänd och poserade naken i en herrtidning.
FIFA hävde Rojas spelförbud 2001 och under 2003 var han tränare i São Paulo.

## Fotnoter
1. 1 2  ”The 10 best football dives”. The Guardian. 2 november 2003. http://observer.guardian.co.uk/osm/story/0,,1072648,00.html. Läst 13 december 2008.
2. ↑  ”International Matches 1989”. RSSSF. 2 februari 2005. http://www.rsssf.com/intldetails/1989sa.html. Läst 13 december 2008.